# Davy Moraes
David Moraes Silva (* 7. April 1997 in Lavras, Minas Gerais) ist ein brasilianischer Volleyballspieler.

## Karriere
Moraes begann seine Karriere bei Vôlei APCEF/DF. Anschließend spielte er für Brasília Vôlei/UPIS, bevor er zu Minas Tênis Clube wechselte. Dann war der Diagonalangreifer bei Uberlândia Vôlei aktiv. Anschließend kehrte er nach Minas zurück. Mit den brasilianischen Junioren nahm er 2017 an der U21-Weltmeisterschaft in Tschechien teil. 2020 wurde Moraes  vom deutschen Bundesligisten Berlin Recycling Volleys verpflichtet. Mit den Berlinern schied er in der Saison 2020/21 im Viertelfinale des DVV-Pokals aus und kam in der Champions League ebenfalls ins Viertelfinale. Anschließend erreichten die Berliner als Tabellendritter der Bundesliga-Hauptrunde das Playoff-Finale gegen den VfB Friedrichshafen und wurden deutscher Meister. Danach wechselte Moraes zum französischen Erstligisten Nantes Rezé Métropole Volley.